# Lignerolles, Orne

Lignerolles este o comună în departamentul Orne, Franța. În 1 ianuarie 2018 avea o populație de 162 de locuitori.